# Days of Rising Doom
Days of Rising Doom è l'opera metal frutto del progetto Aina, pubblicata nel Natale 2003 per la Transmission Records.

## Tracce

### Disco 1 (Days of Rising Doom)
1. Aina Overture – 2:01
2. Revelations – 5:29
3. Silver Maiden – 5:00
4. Flight Of Torek – 5:21
5. Naschtok Is Born – 4:39
6. The Beast Within – 3:17
7. The Siege Of Aina – 6:50
8. Talon's Last Hope – 6:10
9. Rape Of Oria – 3:05
10. Son Of Sorvahr – 2:58
11. Serendipity – 4:04
12. Lalae Amêr – 4:13
13. Rebellion – 4:01
14. Oriana's Wrath – 6:13
15. Restoration – 4:55

### Disco 2 (The Story of Aina)
1. The Story Of Aina (instrumental) – 15:08
2. The Beast Within (single version) – 3:43
3. Ve Toúra Sol -Rape Of Oria (ainae version) – 3:05
4. Flight Of Torek (single version) – 3:33
5. Silver Maiden (alternate version) – 4:59
6. Talon's Last Hope (demo) – 5:46
7. The Siege Of Aina (single version) – 3:55
8. The Story Of Aina – 15:07

### Disco 3 (Beyond The Borders - DVD)
1. The Beast Within (Single Version – 3D Computer Animation)
2. The Making Of Aina
3. The Story Of Aina - Moving Story Board
4. Slide Show
5. Artwork
6. Audio Settings
7. Credits DVD

## Formazione

### Fondatori
- Robert Hunecke-Rizzo
- Sascha Paeth
- Michael Rodenberg
- Amanda Somerville

### Ospiti

#### Cantanti
- Glenn Hughes (Deep Purple, Black Sabbath) - Talon
- Michael Kiske (ex-Helloween) - Narrator
- Andre Matos (Shaman, ex-Angra) - Tyran
- Candice Night (Blackmore's Night) - Oria
- Sass Jordan - Oriana
- Tobias Sammet (Edguy, Avantasia) - Narrator
- Marco Hietala (Nightwish) - Syrius
- Sebastian Thomson - The Storyteller
- Damian Wilson - King Taetius (Ayreon, Star One)
- Thomas Rettke - Torek (Sorvahr) (Kamelot)
- Olaf Hayer - Baktúk (Luca Turilli)
- Cinzia Rizzo - Opera Voice and Background Vocals (Luca Turilli, Rhapsody, Kamelot)
- Rannveig Sif Sigurðardóttir - Opera Voice (Kamelot)
- Simone Simons - Soprano Voice (Epica)
- Oliver Hartmann and Herbie Langhans - The Prophets (Luca Turilli, Seventh Avenue)
- Con la partecipazione di The Trinity School Boys Choir in Angelic Ainae Choir
  - Diretto da David Swinson

#### Musicisti
- Olaf Reitmeier (Virgo) - chitarre acustiche in Revelations & Serendipity
- Derek Sherinian (Dream Theater) - Assolo di tastiera in The Siege of Aina
- Jens Johansson (Stratovarius, Yngwie Malmsteen, Dio) - Assolo di tastiera in Revelations
- T.M. Stevens - basso in Son of Sorvahr
- Axel Naschke (Gamma Ray)- organo in Son of Sorvahr
- Erno "Emppu" Vuorinen (Nightwish, Altaria) - Assolo di chitarra in Rebellion
- Thomas Youngblood (Kamelot, Ian Parry) - Assolo di chitarra in Lalae Amêr
- Erik Norlander (Ayreon, Ambeon) - Assolo di tastiera in Rebellion